# Sultanat hafside de Tunis
1228–1574
Entités précédentes :
- Almohades

Entités suivantes :
- Émirat Hafside de Béjaïa (1285)
- Royaume des Beni Abbès (1510)
- (1515)
- Régence d'Alger (1516)
- Régence de Tripoli (1551)
- Régence de Tunis (1574)

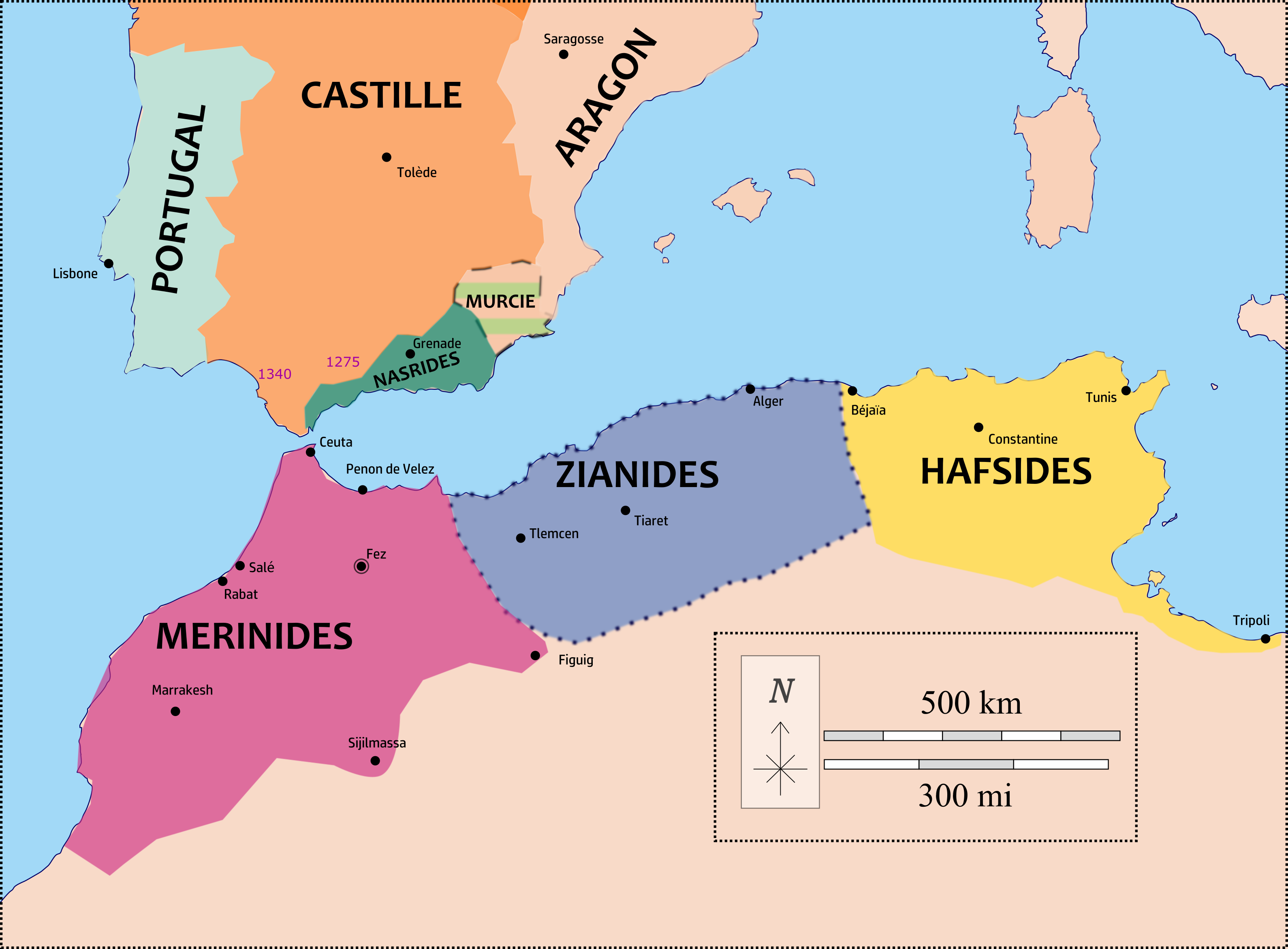
Maghreb en 1328.

Le sultanat hafside de Tunis est un ancien État d'Afrique du Nord, dirigé par la dynastie des Hafsides (arabe : الحفصيّون al-Ḥafsioun, berbère : ⵉⵃⴰⴼⵙⵉⵢⵏ Iḥafsiyen) ou Beni Abi Hafs aussi appelés Banou Omar (descendants de Abou Hafs Omar el Hinteti), qui règne sur l'Ifriqiya entre 1228 et 1574.
Dans un premier temps les Hafsides sont des gouverneurs liés aux Muminides de Marrakech les leaders originels des Almohades et véritables fondateurs sur le plan politique de leurs état et puissance (expansion), au nom desquels ils gouvernent l'Ifriqiya à partir de 1207. Les Hafsides s'émancipent à la faveur de la chute de l'Empire almohade et en deviennent indépendants sous Abû Zakariyâ Yahyâ en 1236.
Dès leur prise de pouvoir, les Hafsides se posent toutefois en héritiers du califat et de l'idéologie almohade, s'appuyant sur le fait qu'ils descendent du cheikh Abou Hafs d'origine berbère masmoudienne du Haut-Atlas. La généalogie officielle des Hafsides revendique cependant une parenté avec le calife Omar ('umariyya faruqqiya). Le sultanat hafside soumet l'Algérie orientale allant même jusqu'à imposer sa suzeraineté au royaume de Tlemcen. Sa capitale, Tunis, fut largement dotée d'édifices religieux et administratifs et devint un grand centre commercial ayant des relations avec la Catalogne, la Provence et les cités marchandes italiennes ; les communautés chrétiennes de ces pays se développèrent à Tunis ; Abou Zakariyyā entretint des rapports cordiaux avec le roi d'Aragon, cependant que des musulmans d'Espagne (les « Andalous ») venaient se réfugier en Ifrīqiyya. Le sultanat hafside de Tunis doit faire face à l'émancipation des sultanats de Béjaia puis de Constantine à partir de la dissidence d'émirs dès le XIIIe siècle.
Sous le règne des sultans hafsides, Tunis prend de l'importance à la suite de l'installation de ces derniers dans la ville au détriment des villes de l'intérieur notamment de Kairouan. Tiraillés par le conflit entre Espagnols et Ottomans en Méditerranée au XVIe siècle, les sultans hafsides se maintiennent au pouvoir en Tunisie jusqu'à la fondation de la régence de Tunis par l'Empire ottoman en 1574.

## Histoire

### Fondation

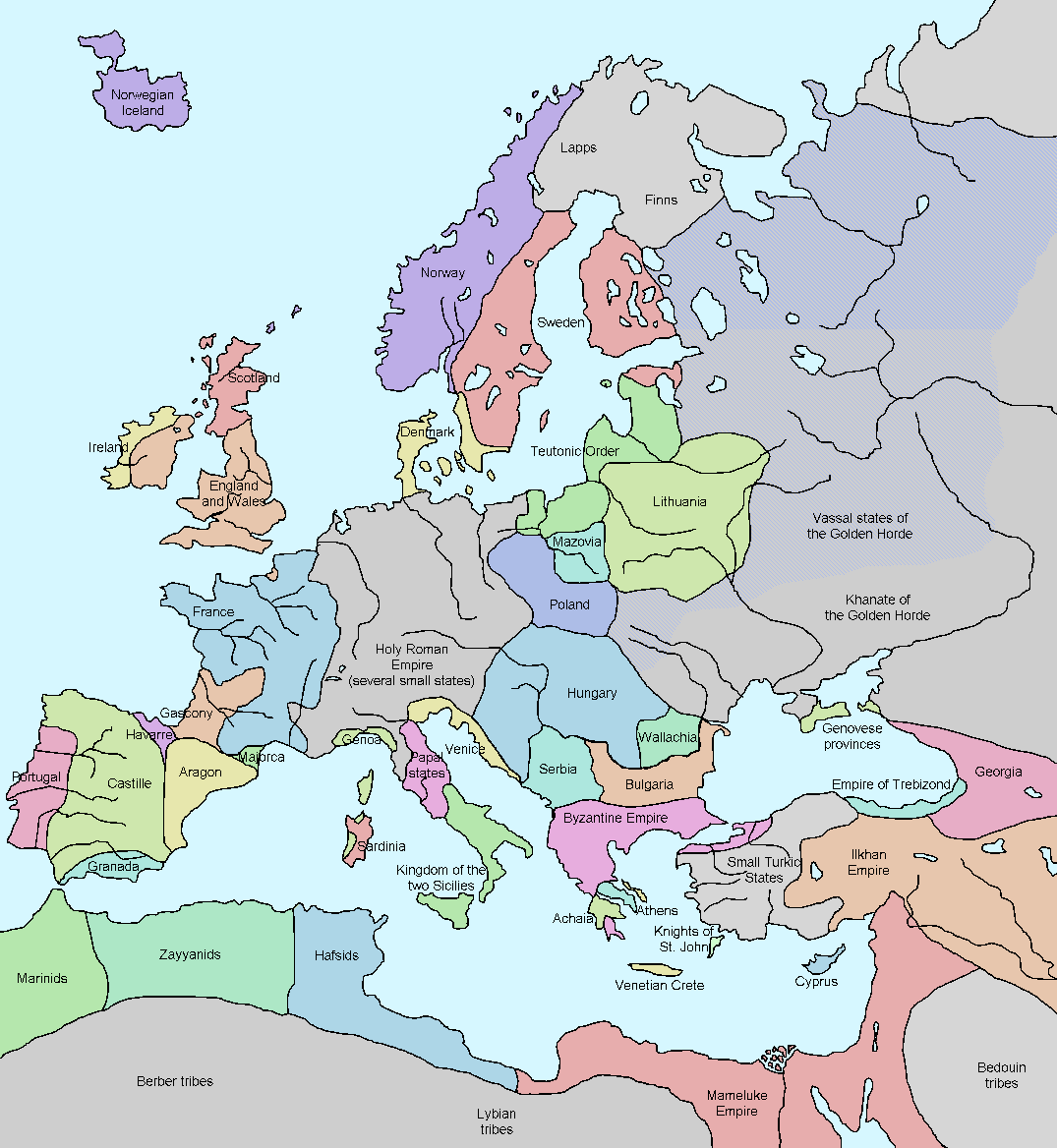
Carte des États méditerranéens en 1328, parmi lesquels les États (à partir de gauche) des Mérinides, Zianides et Hafsides.

Au début du XIIIe siècle, le Maghreb est encore soumis à la domination des souverains almohades. À la suite de l'irruption en Berbérie orientale des frères Ali et Yahia Ben Ghania, descendants des Almoravides que l'Almohade Abd al-Mumin avait dépossédés, et après avoir traversé l'Algérie en vainqueurs, les deux frères se taillent une principauté dans le Jérid. Ali est tué, mais son frère Yahia entreprend la conquête du Centre et du Nord de l'Ifriqya. Il réussit à s'emparer de Mahdia, Kairouan et Tunis en 1202, faisant prisonniers le gouverneur almohade et ses enfants. Ben Ghania pille alors les villes, leurs jardins et les animaux qui s'y trouvent.
Devant cette situation dangereuse, le calife Muhammad an-Nasir, qui règne à Marrakech, part lui-même à la reconquête de l'Ifriqya et entre en février 1206 dans Tunis abandonnée par l'ennemi. Il y reste un an pour rétablir l'autorité almohade sur l'ensemble du territoire, puis, avant de repartir pour le Maroc, il confie le gouvernement de la province à l'un de ses fidèles lieutenants, le cheikh Abû Muhammad `Abd al-Wâhid ben Abî Hafs ou, plus simplement, Abd al-Wâhid ibn Hafs, forme arabisée du nom berbère Fazkat, dont son aïeul est Inti de la tribu Hintata des Masmouda.
Le nouveau gouvernement est investi de pouvoirs plus étendus que par le passé : il recrute des troupes qui lui sont nécessaires pour maintenir la paix et pour préparer d'éventuelles guerres, nomme les fonctionnaires de l'État, les cadis, etc. Après la mort d'Abd al-Wâhid ibn Hafs, son fils Abû Zakariyâ Yahyâ lui succède en 1228. Un an après sa nomination, il se proclame indépendant du calife de Marrakech sous prétexte que celui-ci avait embrassé le sunnisme. Prince de grande envergure, il fonde la dynastie hafside qui régnera sur la Berbérie orientale pendant trois siècles et fait de Tunis la capitale du royaume.

### Splendeur et déclin
Il étend les frontières de son État en soumettant le Maghreb central, allant même jusqu'à imposer sa suzeraineté au royaume de Tlemcen, au Maroc septentrional et à l'Espagne des Nasrides de Grenade. Les Hafsides deviennent totalement indépendants en 1236. Le successeur d'Abû Zakariyâ' Yahyâ, Abû `Abd Allah Muhammad al-Mustansir, se proclame calife en 1255 et continue la politique de son père. C'est durant son règne qu'a lieu la seconde croisade de Saint Louis qui se solde par un échec. Débarqué à Carthage, le roi meurt de la dysenterie au milieu de son armée décimée par la maladie en 1270.
Après la mort d'Abû `Abd Allah Muhammad al-Mustansir, des troubles éclatent et durent 40 ans. À cela s'ajoutent les attaques du royaume d'Aragon avec lequel Abû `Abd Allah Muhammad al-Mustansir entretenait pourtant de bonnes relations. La dynastie connaît un léger déclin : le Sud tunisien et la Tripolitaine se détachent de l'autorité hafside, puis le Sud constantinois est contrôlé par l'émir de Bougie qui se rend pratiquement indépendant en 1294.

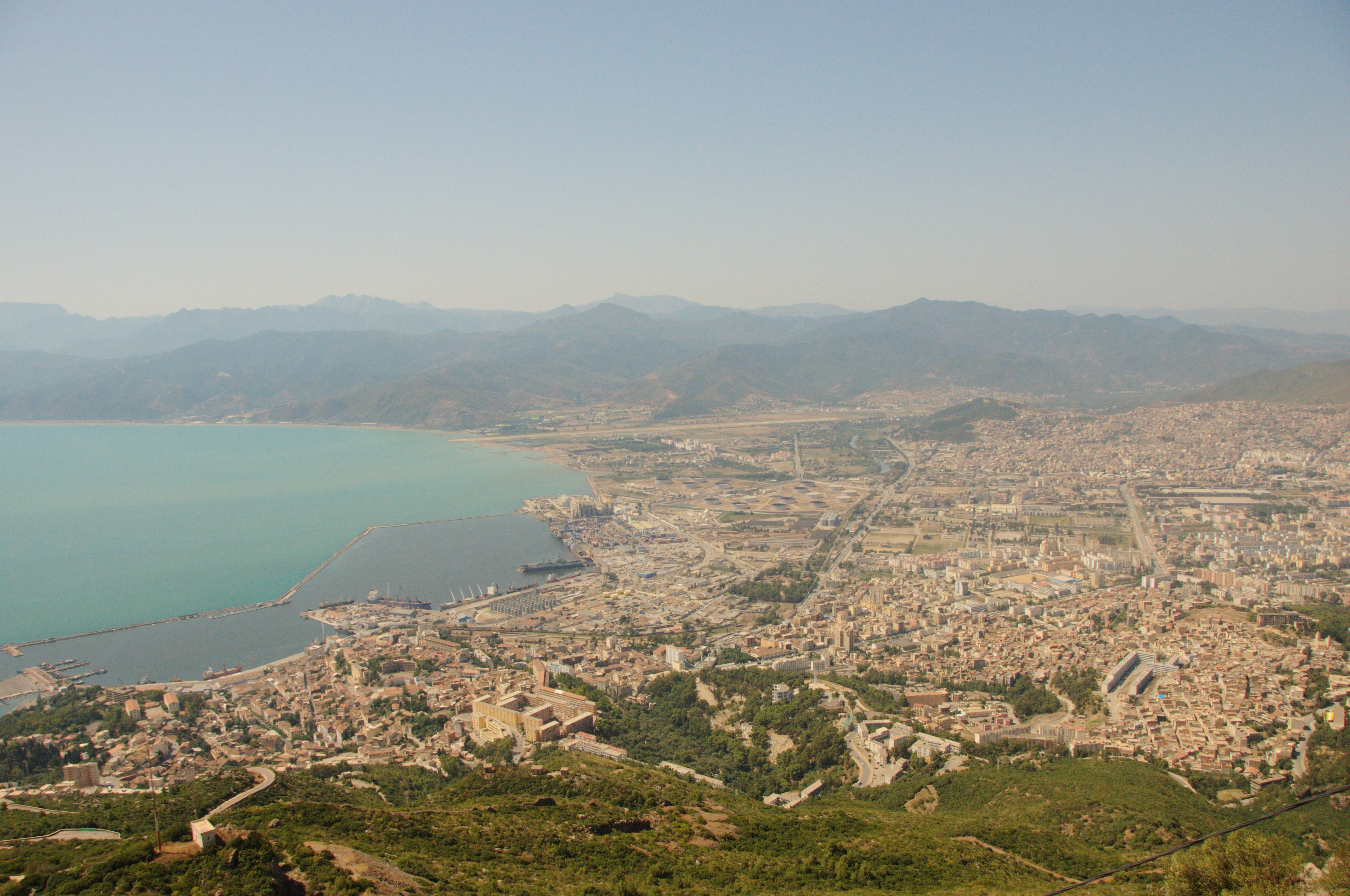
Bougie redevient une place commerciale, scientifique et culturelle prospère sous le règne des Hafsides.

Abû Yahyâ Abû Bakr al-Mutawakkil refait l'unité de l'État hafside. Après la mort de ce dernier, l'État est alors à nouveau divisé en trois parties (Tunis, Bougie et Constantine) puis en deux (Bougie et Constantine passant sous la même autorité en 1366) et finalement réunifié par Abû al-`Abbâs Ahmad al-Fadî al-Mutawakkil. Le pays connaît alors un essor économique important et devient un centre commercial du bassin méditerranéen. L'essor touche également le domaine culturel avec le grand historien et précurseur de la sociologie Ibn Khaldoun.
À son arrivée en 1394, Abû Fâris `Abd al-`Azîz al-Mutawakkil renforce l'autorité du pouvoir central, pacifie le Sud, s'empare d'Alger, impose sa suzeraineté au souverain de Tlemcen, repousse une attaque du roi d'Aragon contre Djerba et maintient généralement de bonnes relations avec les États chrétiens. Son petit-fils Abû `Umar `Uthmân poursuit son œuvre dans les mêmes domaines. À la mort d'Abû `Umar `Uthmân commence une nouvelle décadence, irrémédiable, marquée par des luttes pour le pouvoir. Au XVIe siècle, les Hafsides se trouvent au sein de la lutte entre les puissances espagnole et ottomane. Ils sont renversés en 1574 après la bataille de Tunis. La Tunisie devient dès lors une province de l'Empire ottoman.
Les XVe et XVIe siècles voient l'arrivée des Andalous (musulmans et juifs) chassés d'Espagne à la suite de la Reconquista.

### Prétention au califat
Abu Zakariya Yahya prétend restaurer la doctrine almohade à Tunis et prend le titre de « calife ». Les Hafsides se présentent être les héritiers légitimes du califat almohade qu'ils entendent continuer. En effet, les Hafsides se considèrent successeurs du califat et des souverains almohades, s'appuyant sur le fait qu'ils descendent du cheikh Abou Hafs qui aurait eu droit à la succession politique d'Ibn Toumert presque autant que Abd al-Mumin. Les califes hafsides s'appuyant sur la tradition musulmane légitiment leur titre aux yeux des lettrés, parfois de leurs rivaux et sont acceptés comme tels souvent dans leur propre État, et également dans une partie du monde musulman. Les écrivains de la cour reprennent la généalogie forgée par Ibn Nahïl qui donnerait aux Hafsides une parenté avec le calife Omar, leur dynastie est par la suite qualifiée d' « omarienne » ou de « farouquienne » ('umariyya faruqqiya), par dérivation du terme Faruq appliqué au deuxième calife. Cette généalogie officielle arabe, est un argument utile auprès des masses arabisées d'Ifriqiya pour soutenir la prétention au califat des Hafsides.
Ce califat s'étend rapidement à l'Occident musulman : les puissances issues du démembrement des Almohades : Mérinides et Zianides ; puis les Nasrides d'Andalousie, reconnaissent le califat hafside suite de la vassalité qu'elles ont consentie lors de leurs débuts à Tunis. Par exemple vers 1365, les Nasrides de Grenade, tout en appelant le Hafside « notre frère », le qualifient de halïfa amïr al-mu'minïn. Ces souverains de l'occident musulman finissent par s'émanciper avant que le souverain hafside Abu Fâris, n'impose à nouveau au XVe siècle sa suzeraineté aux Zianides, aux Mérinides et aux Nasrides; probablement pour un temps bref.[source insuffisante]
Le califat hafside est même reconnu temporairement en Orient par le Hedjaz et l'Égypte (1259-60) à la faveur du déclin abbasside à la suite de la prise de Bagdad en 1258 par les troupes mongoles de Houlagou. La restauration abbasside par les Mamelouks du Caire, légitimant par la même occasion leur sultanat sur l’Égypte, va entraîner une rupture de la reconnaissance du califat hafside en Orient. Les souverains de Tunis font étalage de leur califat dans les échanges avec les royaumes européens : les traités contiennent ainsi les termes de « miralmomenin » ou « miramolin » adaptation d'« amir al mu'minin » toutefois ce sont les termes « roi de Tunis »  ( rex Tunisii ) qui sont les plus courants pour désigner le souverain hafside sans faire référence à son califat. Au Maghreb, le souverain hafside de Tunis est désigné plus couramment par le terme « sultan » comme pour ceux de TIemcen, de Fès et de Grenade.

## Économie

### Souks
La plus grande partie de l'activité économique des villes hafsides se concentre dans les souks, réseau de ruelles couvertes et bordées de boutiques de commerçants et d'artisans regroupés par spécialités. Situés souvent autour d'une grande mosquée, les quartiers des souks se sont fortement étendus sous le règne hafside. Abû `Abd Allah Muhammad al-Mustansir organise également en corporation les tisserands et crée des manufactures pour le tissage de la soie connues sous le nom de fondouks. Il crée par ailleurs des ateliers d'État appelés dâr al-tiraz.

### Monnaie

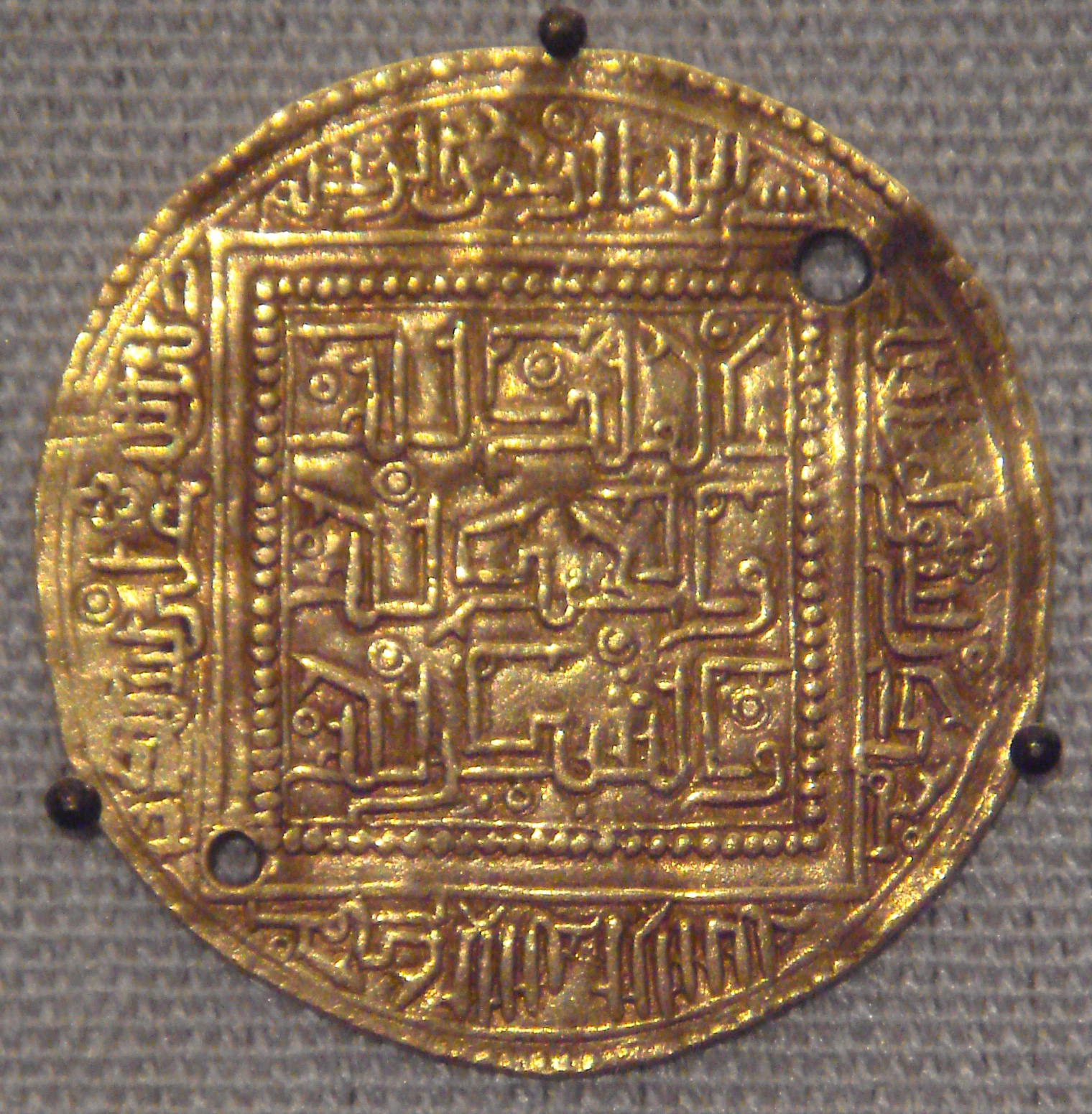
Pièces de monnaie hafsides de Béjaïa.

Les sultans hafsides battent comme monnaie le dinar d'or, pesant 4,72 grammes, et le dinar d'argent pesant 1,5 gramme environ.

### Douane
L'administration douanière est une institution d'État, portée à un certain degré de perfectionnement sous les Hafsides. Le directeur des douanes ou surintendant est toujours une personne considérée et l'un des premiers cheikhs de l'empire. Il assiste à la conclusion des traités et reçoit souvent les pleins pouvoirs pour les négocier qui ajoute que la douane était le lieu où s'effectuaient en grande partie les opérations de vente et d'achat entre Européens et Musulmans.

### Négociants
Les négociants établis à Tunis à cette époque sont presque tous originaires des États de la péninsule italienne avec lesquels le sultan hafside a conclu des traités de commerce : Génois, Vénitiens, Pisans, Florentins mais aussi Catalans.
Les négociants chrétiens sont logés dans des fondouks ou caravansérails situés hors des murs des cités. Un fondouk est un vaste bâtiment carré, clos de murs sans fenêtres, et possédant une seule porte donnant accès à un patio sur lequel s'ouvrent les logements et magasins des marchands. À l'époque, le fondouk des Génois et celui des Vénitiens sont pourvus de chapelle, où se dit la messe chaque matin.
Le commerce d'exportation et d'importation avec l'Europe est en grande partie entre les mains des négociants italiens.
On exporte du blé, de l'huile d'olive, des dattes, des amandes et surtout des laines, cuirs et peaux.
On importe de grosse quantité de laine, de coton et de soie, des vins, du papier à écrire, des armes, des lingots d'or et d'argent pour le monnayage et la bijouterie.
Tous ces produits paient en principe un impôt de 10 % ou dîme.
Le commerce des épices se fait aussi avec l'Orient.

## Culture

### Vie intellectuelle
À la cour hafside brillent les poètes, versificateurs habiles dont la principale production littéraire reste l'éloge du souverain.
Abû Zakariyâ Yahyâ a un tel souci de la culture en général qu'il constitue une bibliothèque de 30 000 manuscrits qu'il met à la disposition des lettrés.
Quelques médecins, andalous pour la plupart, prolongent en qualité de médecin de la cour les traditions médicales léguées par l'école de Kairouan mais sans originalité ni découverte à leur actif.
Le règne hafside a également laissé sa trace dans l'histoire intellectuelle de l'humanité à travers l'historien et philosophe Ibn Khaldoun.
La vie intellectuelle de l'Ifriqiya se trouve mêlée indirectement au parcours de quelques Européens.
Ainsi, Anselm Turmeda abjure le christianisme et se convertit à l'islam à son arrivée à Tunis en 1388.
Léon l'Africain est fait prisonnier à Tripoli en 1520, à son retour d'un voyage en Orient, et ramené à Naples où il rédige en italien sa fameuse Description de l'Afrique. Baptisé à Rome par le pape, il revient probablement mourir à Tunis avant 1550.

### Religion

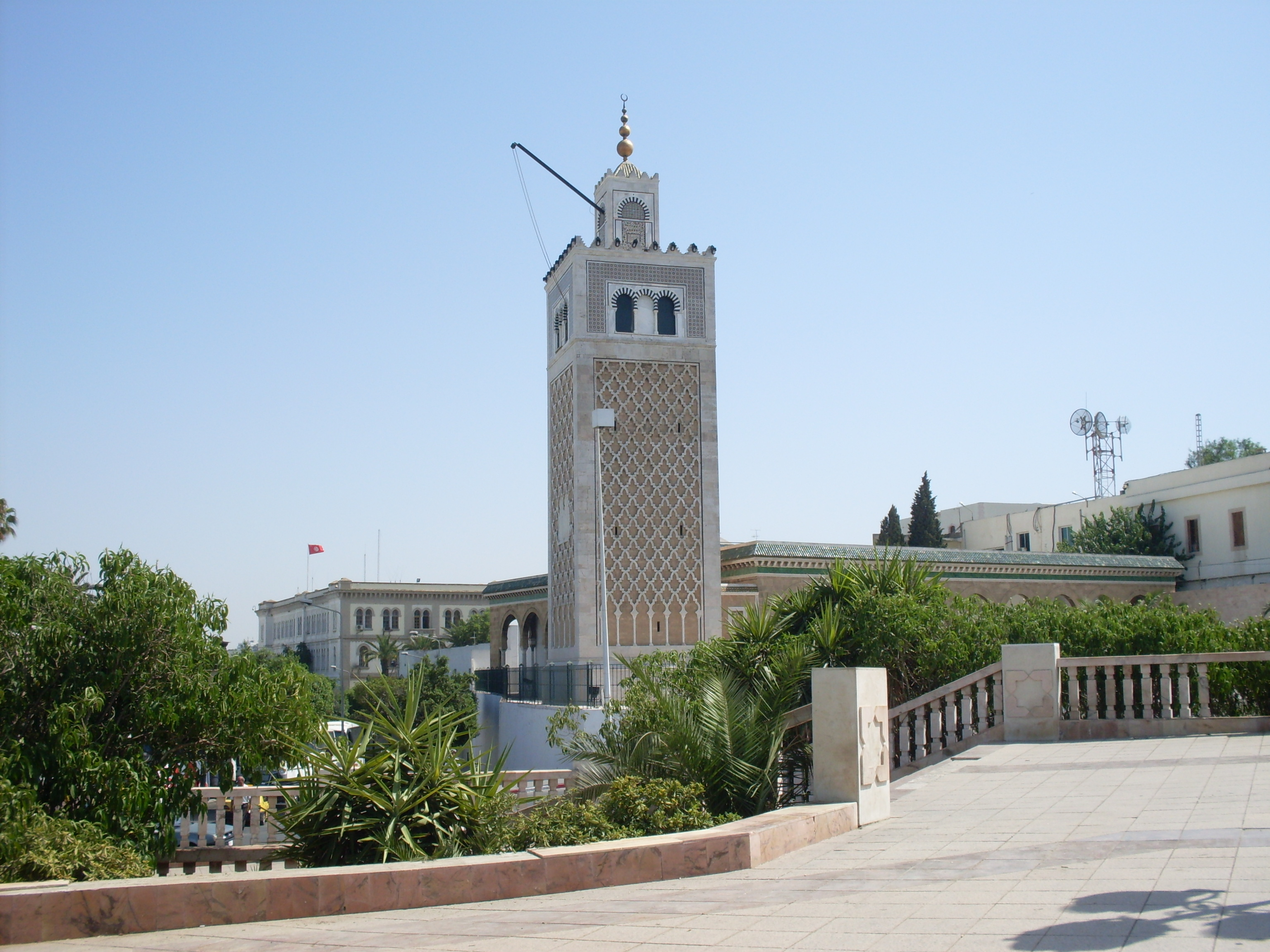
Vue de la mosquée de la Kasbah à Tunis, construite entre 1231 et 1235 par le souverain hafside Abû Zakariyâ Yahyâ.

Durant leur long règne, les souverains de la dynastie hafside élèvent plusieurs édifices religieux et d'enseignement, principalement à Tunis. Parmi les mosquées figurent la mosquée de la Kasbah, achevée en 1235 et considérée comme la première et plus importante réalisation de l'architecture religieuse hafside, ainsi que la mosquée El Hawa édifiée vers le milieu du XIIIe siècle. Les principales médersas hafsides, toutes élevées à Tunis, sont la médersa Ech Chamaiya fondée vers 1238 par Abû Zakariyâ Yahyâ, la médersa Attaoufikia fondée par Latf, épouse ou veuve d'Abû Zakariyâ Yahyâ, la médersa Al Maridh fondée vers 1280, la médersa Al Onqiya fondée en 1341 par la sœur du sultan régnant ou encore la médersa El Mountaciriya fondée en 1437.

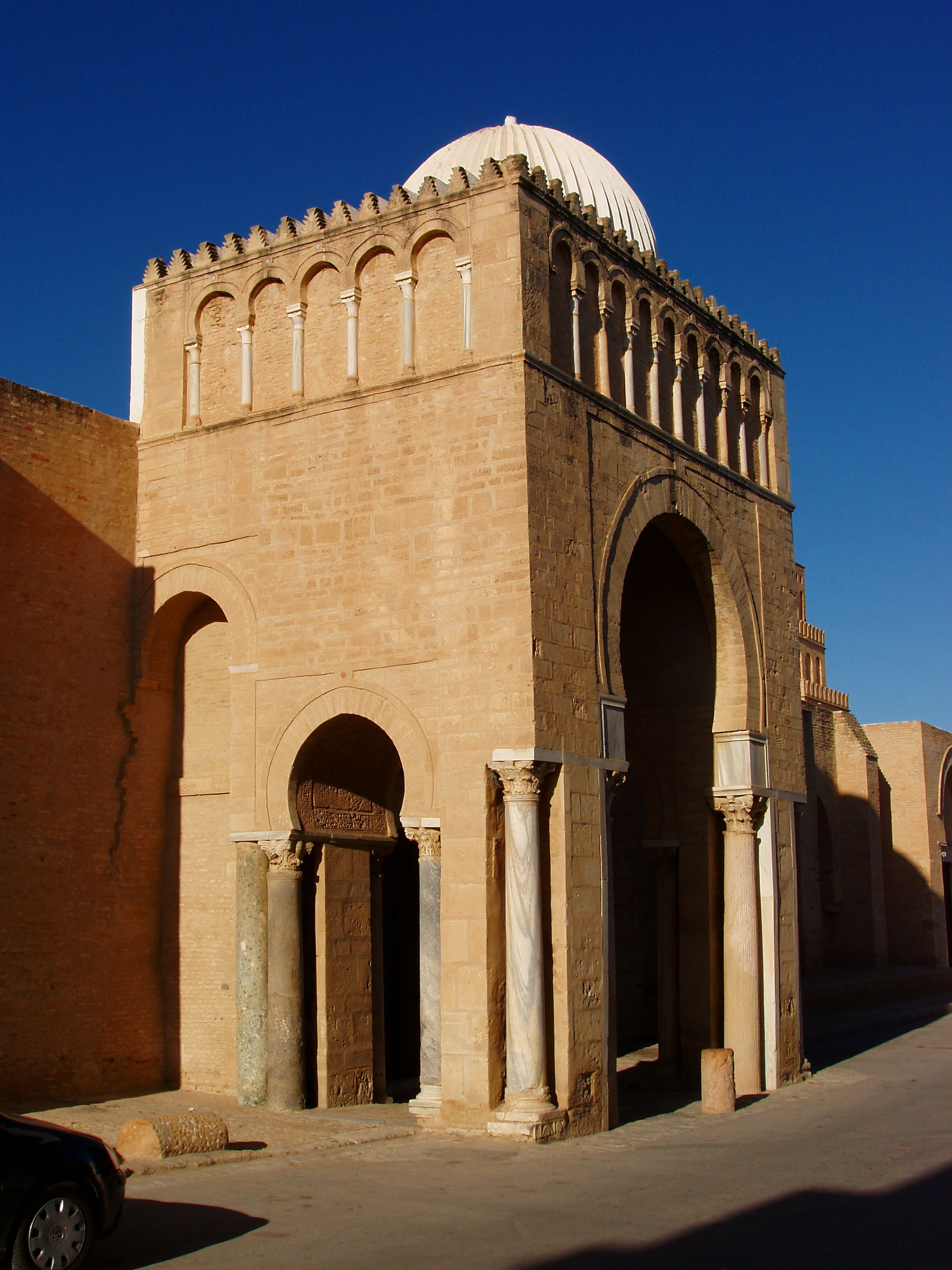
Grande mosquée de Kairouan : porche de Bab Lalla Rihana (fin du XIIIe siècle), Kairouan, Tunisie.

Les sultans hafsides ne se contentent pas uniquement d'ériger de nouvelles mosquées : ils contribuent également à la conservation des lieux de culte en effectuant des travaux de restauration et de réhabilitation pour certains édifices religieux antérieurs à leur règne. Ainsi, la prestigieuse grande mosquée de Kairouan connaît, au cours du XIIIe siècle, d'importants travaux de restauration qui concernent essentiellement son enceinte (adjonction de nouveaux porches latéraux) et certaines parties des plafonds peints de sa salle de prière. Parmi les ajouts figurent l'édification d'un porche monumental, Bab Lalla Rihana, réalisé sous le règne du souverain Abû Hafs `Umar ben Yahyâ (1284-1295) et daté de 1293-1294.
L'un des pôles d'attraction de la vie religieuse de l'époque est le soufisme, mouvement mystique oriental qui s'est rapidement propagé dans toutes les couches de la population arabo-berbère.
Enseigné par des cheikhs d'une certaine envergure intellectuelle et d'une grande élévation morale, le soufisme voit se dresser d'abord contre lui les oulémas qui le considèrent comme une déviation de l'islam orthodoxe.
Mais, sous l'effet de la pression populaire et probablement du pouvoir, les docteurs de la loi finissent par le tolérer et l'admettre comme interprétation licite du Coran.
On ferme même les yeux sur ses manifestations les plus suspectes.
Le soufisme connaît alors une fortune extraordinaire en Berbérie qu'il contribue à islamiser et son action dans la vie sociale s'est perpétuée jusqu'à nos jours sous la forme du culte des saints et de confréries religieuses qui se réclament de la tariqa ou doctrine des cheikhs soufis réputés.
Parmi ces soufis figurent Sidi Bou Saïd, Abou Hassan al-Chadhili (plus connu sous le nom de Sidi Belhassen), Sidi Ali El Gorjani, Sidi Mohammed El Chérif, Sidi Ali El Hattab, Sidi Hassen El Séjoumi ou encore Lalla Manoubia.
Le XVe siècle est moins fécond en personnalités, mais le Maroc continue à pourvoir l'Ifriqiya en soufis avec d'autant plus de facilité que la Tunisie se trouve sur le chemin du pèlerinage vers La Mecque.
À leur retour, séduits par le climat et l'ambiance, les soufis marocains s'arrêtent volontiers à Tunis comme dans les campagnes. En revanche, la doctrine n'est plus soutenue avec le même éclat intellectuel, sa diffusion dégénère en un maraboutisme de « faiseurs de miracles », des thaumaturges porteurs d'une baraka plus ou moins authentique.
Le XVe siècle voit ainsi surgir beaucoup de marabouts excentriques, objets de vénération populaire tels Sidi Ben Arous (1376-1463).

### Vie sociale
Le niveau de vie sous le règne hafside est fonction des riches ressources de l'Ifriqiya. Toutefois, en raison des difficultés de transport, les villes sont tributaires des produits de leurs régions limitrophes.
Avec le blé qui vient de Béja, on fabrique du pain blanc, très savoureux et bien apprêté, mais les habitants de Tunis se nourrissent aussi de pain à base d'orge.
Les oliveraies des environs de Tunis et Sousse fournissent une huile d'olive abondante, et l'on vend du lait et du beurre.
Les bouchers débitent surtout de la viande d'agneau en toute saison.
Les jardins donnent des légumes et des fruits de qualité et le poisson ne manque pas.
Seule l'eau potable et le bois à brûler sont rares, selon Léon l'Africain.
Malgré tout, le petit peuple est assez misérable et, toujours selon Léon l'Africain, « plein de superstitions grossières ».
Les villes comptent beaucoup de maisons à un étage qui s'ouvrent sur un patio et les chambres sont pavées de zellij vernissés, la plus belle d'entre elles étant la skiffa ou grand vestibule où l'on reçoit ses hôtes et ses amis.
Les hommes de la bourgeoisie sont vêtus quelquefois d'une pelisse et plus souvent d'une robe de laine ou de coton et soie appelée jebba de couleur blanche, grenate, bleue ou verte sur laquelle ils passent un burnous de laine fine, surtout en hiver.
Ils sont coiffés d'un turban avec un voile replié par-dessus.
La chaussure habituelle est la balgha ou mule. Les cavaliers ont des bottes en cuir rouge.
Les femmes sortent de leurs maisons, le visage couvert d'un voile et habillées d'une grande pièce d'étoffe appelée sefseri.
Néanmoins, elles sont coquettes, car « en parfums et parures, elles emploient le plus grand de leurs soucis, tellement que les parfumeurs sont toujours les derniers à fermer boutique ».
Elles participent activement à la vie économique en filant un fil particulièrement résistant qui fait la renommée des toiles de Tunisie lesquelles se vendent à travers toute l'Afrique.